# Neosappaphis
Neosappaphis  (лат.) — род тлей из подсемейства Aphidinae (Macrosiphini). Эндемик Европы.

## Описание
Мелкие насекомые, длина 1,6—1,95 мм.
Ассоциированы с растениями Armeria (Испания) и Sisymbrium polymorpha (питаются на корнях последнего; Украина). Близок к тлям рода Anuraphis, от которого отличается 4 или 5-члениковыми усиками
.
- Neosappaphis franzi Hille Ris Lambers, 1959 — Испания
- Neosappaphis paradoxa (Mamontova-Solukha, 1963) — Украина[3]